# Chilothrips rotrameli
Chilothrips rotrameli är en insektsart som beskrevs av Stannard 1973. Chilothrips rotrameli ingår i släktet Chilothrips och familjen smaltripsar. Inga underarter finns listade i Catalogue of Life.